# Porsche 804
Porsche 804 är en formel 1-bil, tillverkad av den tyska biltillverkaren Porsche 1962.

## Porsche 804
Porsche 804 var en vidareutveckling av formel 2-bilen 718 och den enda Porsche-modell som utvecklats speciellt för formel 1.
I början av sextiotalet tävlade man med små 1,5-litersmotorer i formel 1, mycket lika formel 2-vagnar, där Porsches 718-modell redan var framgångsrik. Porsche debuterade under säsongen 1961 med 718-modellen och till 1962 stod 804:n klar. Den första tiden använde man företrädarens fyrcylindriga motor, men senare under året infördes en ny åttacylindrig motor.
Efter 1962 drog sig Porsche tillbaka från formel 1, eftersom man ansåg att satsningen kostade alltför mycket i förhållande till vad man fick tillbaka i praktisk nytta för sina produktionsbilar och koncentrerade tävlingsverksamheten på sportvagnsracing.
Under åttiotalet återkom Porsche till F1-cirkusen som motorleverantör.

## Tekniska data
| Tekniska data               | 804                                                                   | 804                                                                   |
| --------------------------- | --------------------------------------------------------------------- | --------------------------------------------------------------------- |
| Motor:                      | 4-cylindrig boxermotor                                                | 8-cylindrig boxermotor                                                |
| Kylning:                    | Luftkylning                                                           | Luftkylning                                                           |
| Cylindervolym:              | 1498 cm³                                                              | 1494 cm³                                                              |
| Borrning x slaglängd:       |                                                                       | 66,0 x 54,6 mm                                                        |
| Max effekt vid varvtal:     | 190 hk                                                                | 180 hk vid 9 200 v/min                                                |
| Kompression:                |                                                                       | 10,40 : 1                                                             |
| Ventilstyrning:             | Dubbla överliggande kamaxlar per cylinderrad, 2 ventiler per cylinder | Dubbla överliggande kamaxlar per cylinderrad, 2 ventiler per cylinder |
| Bränslesystem:              | 4 Weber tvåportsförgasare                                             | 4 Weber tvåportsförgasare                                             |
| Växellåda:                  | 6-växlad manuell                                                      | 6-växlad manuell                                                      |
| Hjulupphängning fram & bak: | Dubbla tvärlänkar, torsionsfjädrar                                    | Dubbla tvärlänkar, torsionsfjädrar                                    |
| Chassi & kaross:            | Fackverksram med aluminiumkaross                                      | Fackverksram med aluminiumkaross                                      |
| Hjulbas:                    | 230 cm                                                                | 230 cm                                                                |
| Torrvikt:                   | Ca 455 kg                                                             | Ca 455 kg                                                             |
| Toppfart:                   | 270 km/h                                                              | 270 km/h                                                              |

## Tävlingsresultat

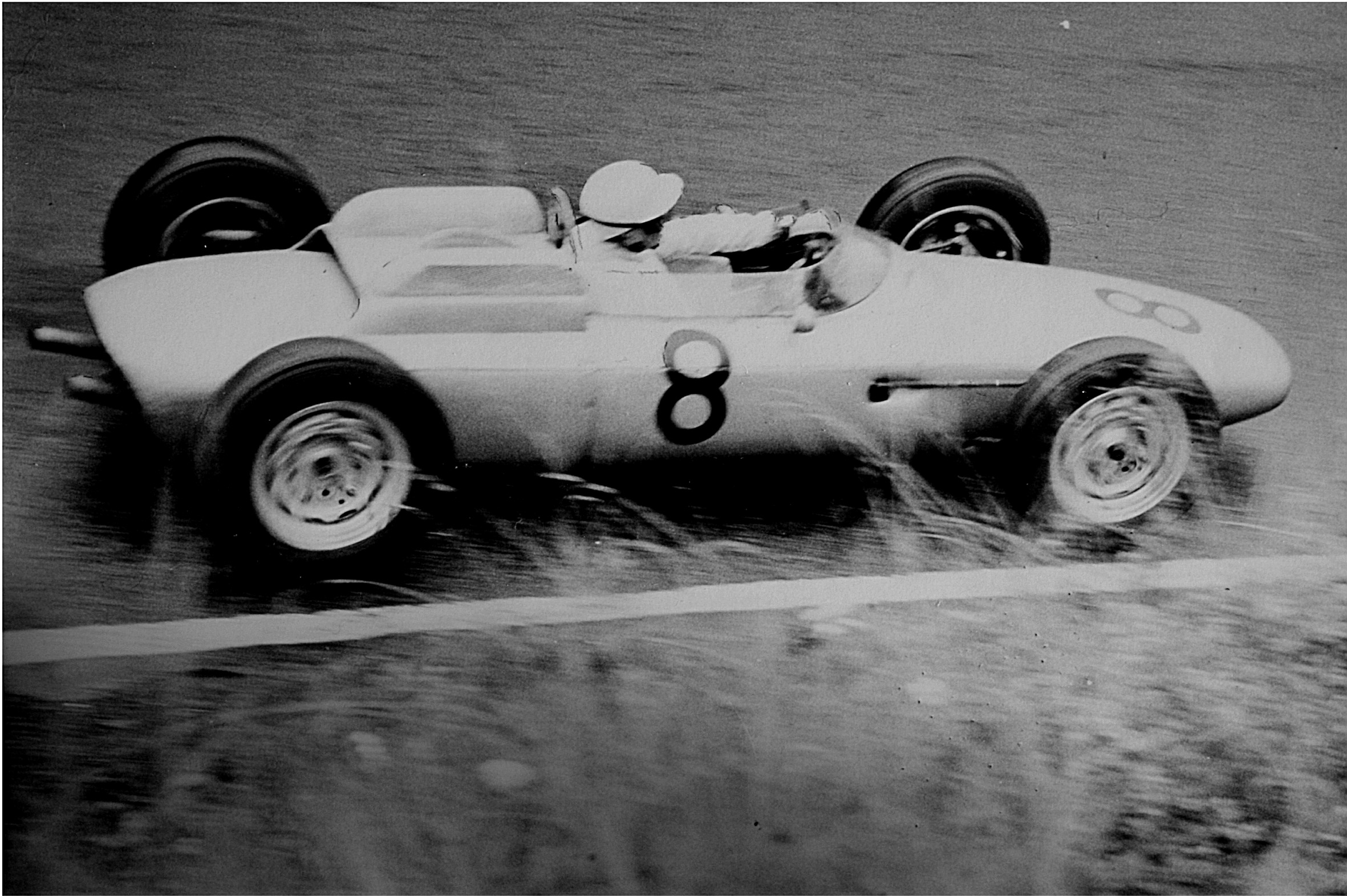
Joakim Bonnier vid Tysklands Grand Prix 1962.

### Formel 1-VM 1962
Säsongen 1962 tävlade Dan Gurney och Joakim Bonnier för Porsche-stallet. Gurney var mest framgångsrik, med en vinst vid Frankrikes Grand Prix som bästa resultat. I förar-VM slutade Gurney på femte plats, medan Bonnier hamnade på en mer blygsam femtondeplats.
I konstruktörs-VM slutade Porsche femma, med lika många poäng som Ferrari.